# Angamos flygplats
Angamos flygplats (portugisiska: Aeroporto Angamos) är en flygplats i regionen Loreto i Peru som betjänar byn Angamos nära gränsen till Brasilien. Flygfältet är lokaliserat cirka en och en halv kilometer nordost om ortens centrum.
Det regionala flygbolaget Saeta Peru bedriver år 2022 reguljärflygningar till Angamosflygplats med flygplanstypen Jetstream 32.
Flygfältet Palmeiras do Javari på andra sidan gränsen i Brasilien ligger endast 5 nautiska mil från Angamos flygplats.